# ورین (فرانسه)
ورین (به فرانسوی: Vérin) یک کمون در فرانسه است که در canton of Pélussin واقع شده‌است. ورین ۳٫۰۵ کیلومتر مربع مساحت دارد ۱۵۰ متر بالاتر از سطح دریا واقع شده‌است.